# Charles Henry Douglas Clarke
Charles Henry Douglas Clarke (1909, Kerwood, Ontario – 1981) byl kanadský lesník, zoolog a fotograf.

## Životopis
Narodil se v roce 1909 v Kerwood, Ontario, a získal titul v oboru lesnictví, a pokračoval získat PhD v zoologii. Dostal za úkol provést průzkum divoké zvěře severně od Hořejšího jezera.
V roce 1936 byl součástí expedice do oblasti řeky Thelon ve východních severozápadních teritoriích. Právě tam vedl výzkum pro svou nejznámější publikaci A Biological Investigation of the Thelon Game Sanctuary (Biologický výzkum Thelon Game Sanctuary).
V roce 1977 mu byla udělena cena Alda Leopolda.
Kanadská sekce Wildlife Society vytvořila ocenění, které nese jeho jméno.

## Galerie

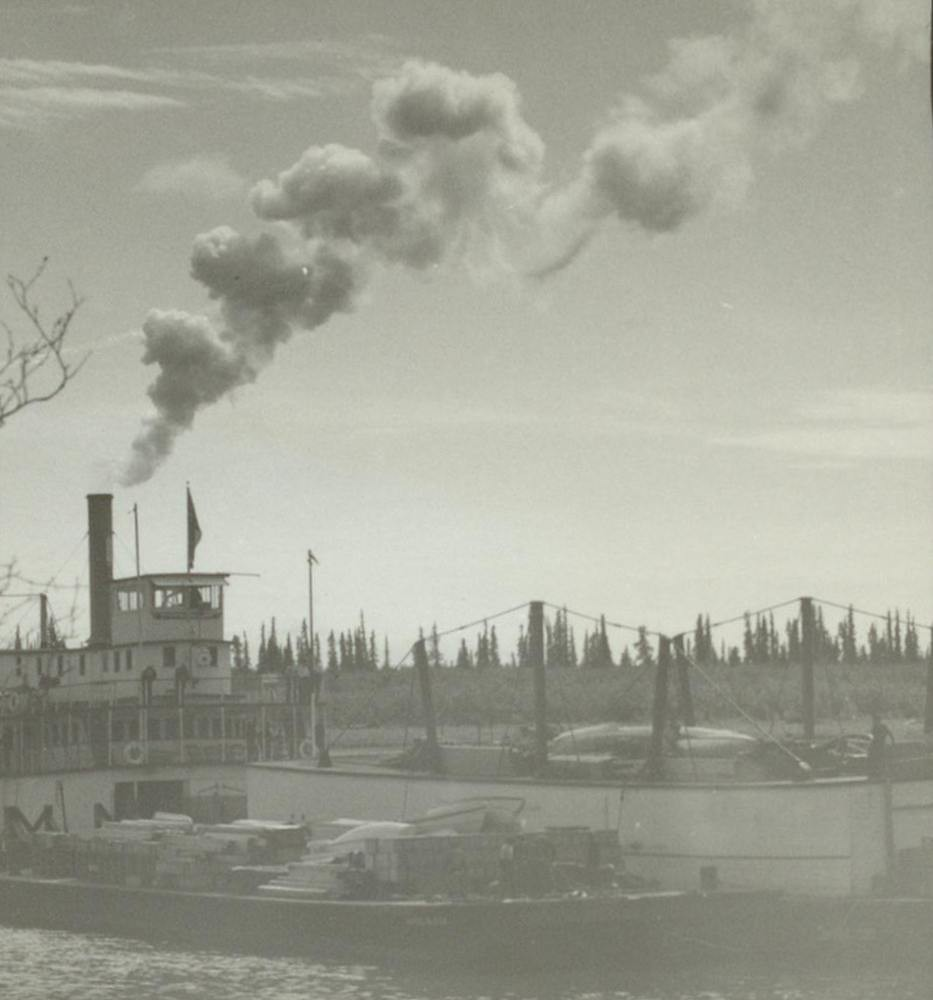
Aklavik, 1942
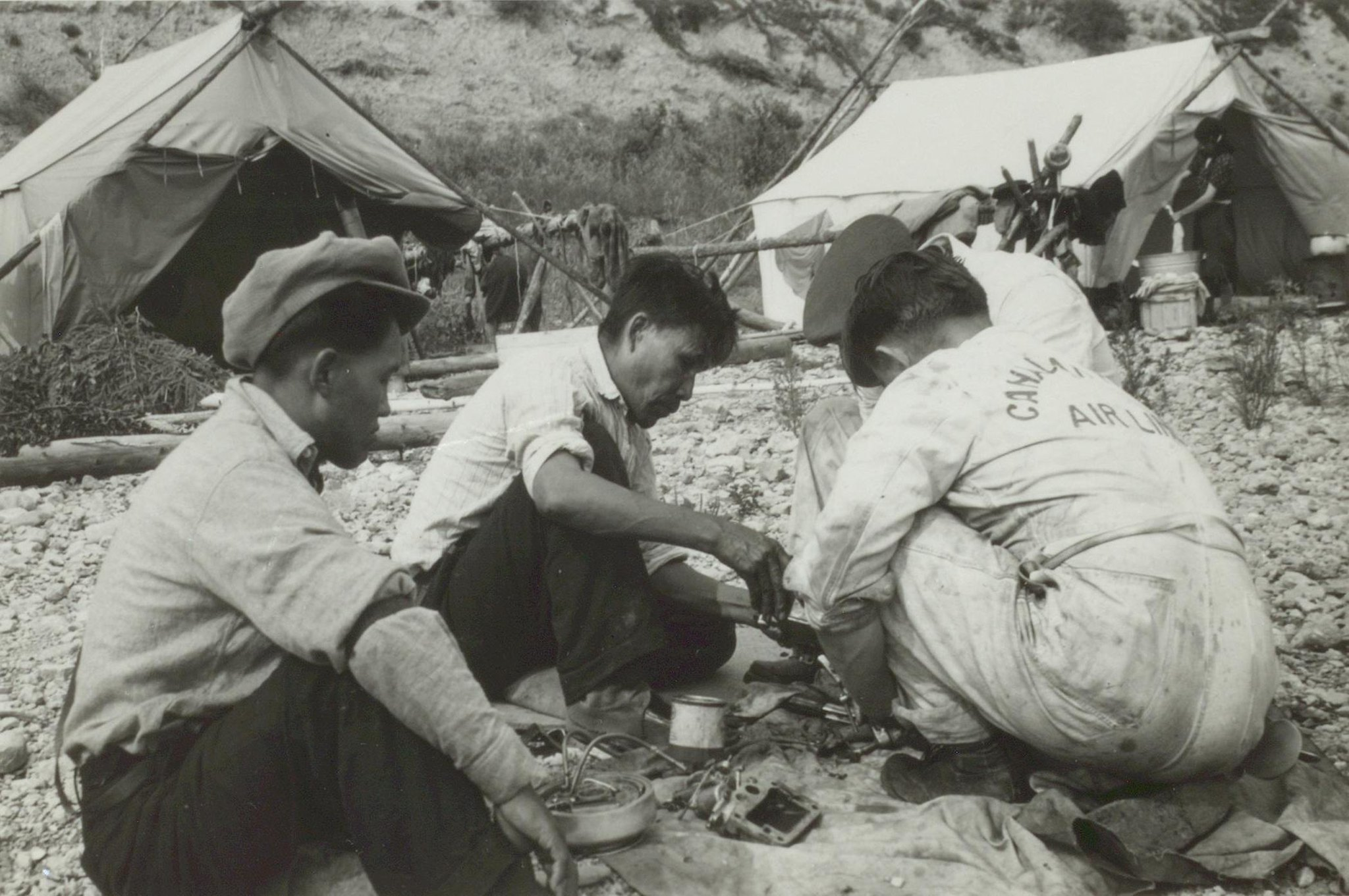
Fishing camp near Fort Good Hope, 1942
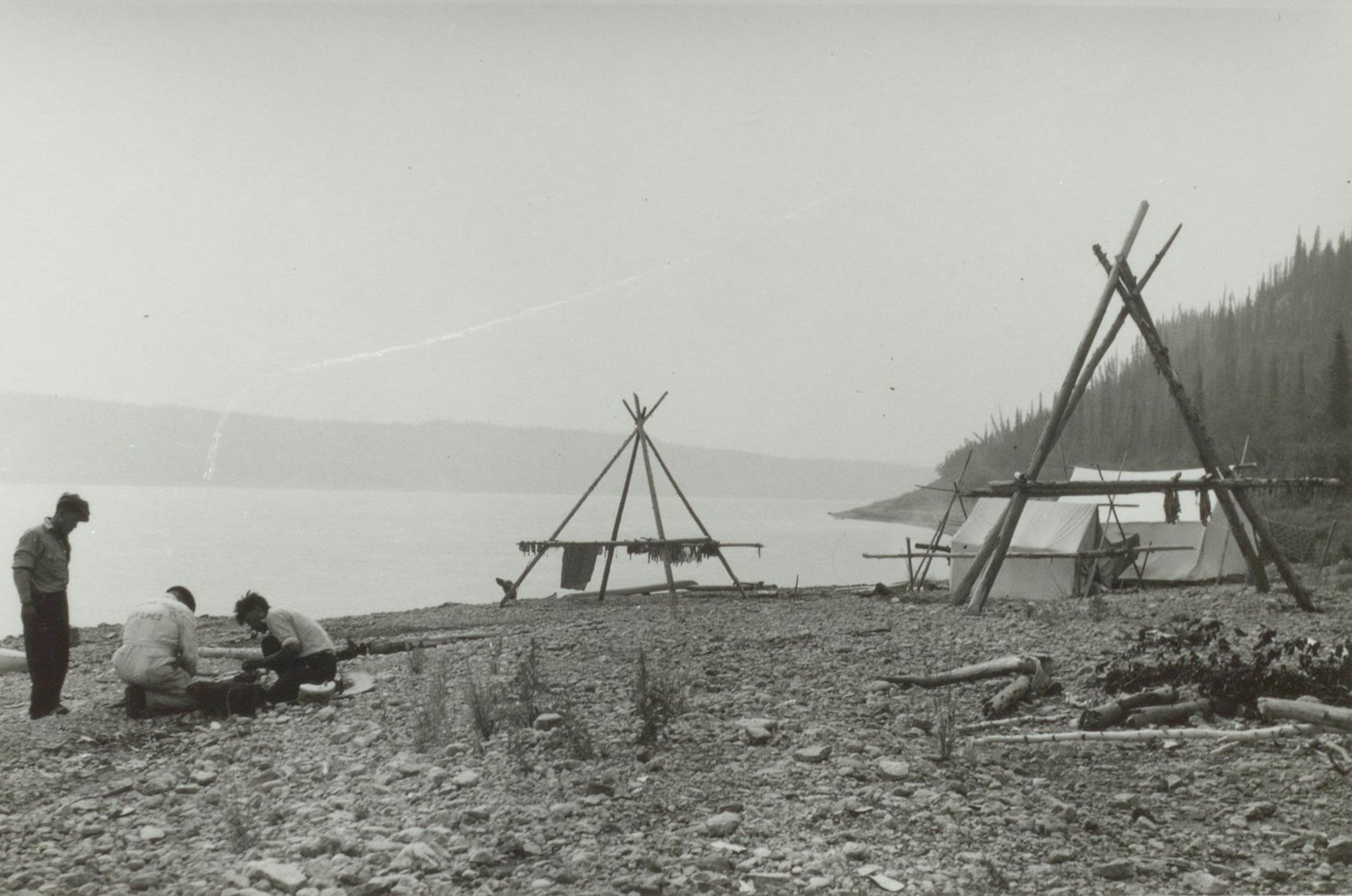
Indian fish camp at The Ramparts, Mackenzie River, 1942
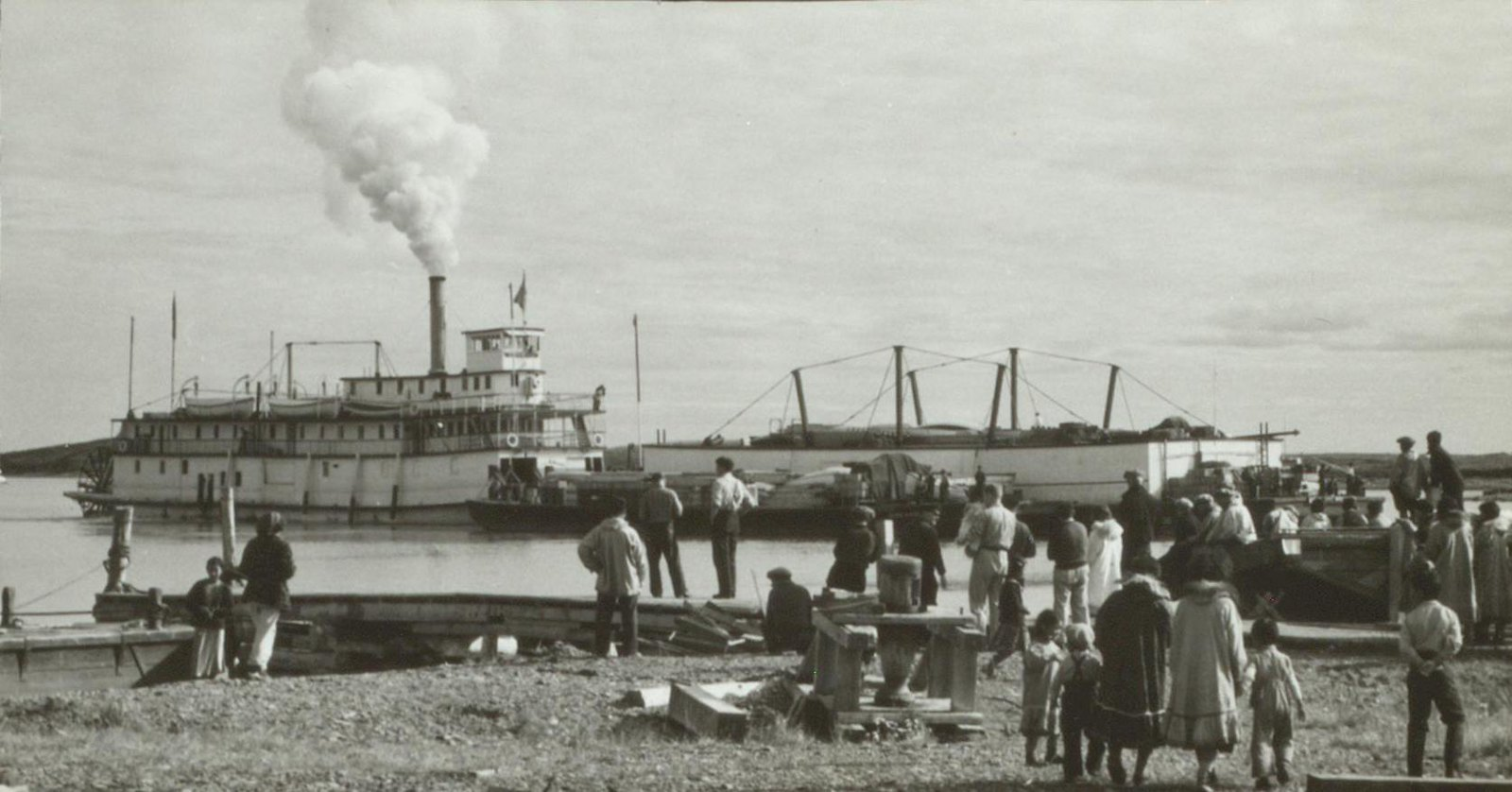
Steamship Distributor, Tuktoyaktuk, 1942
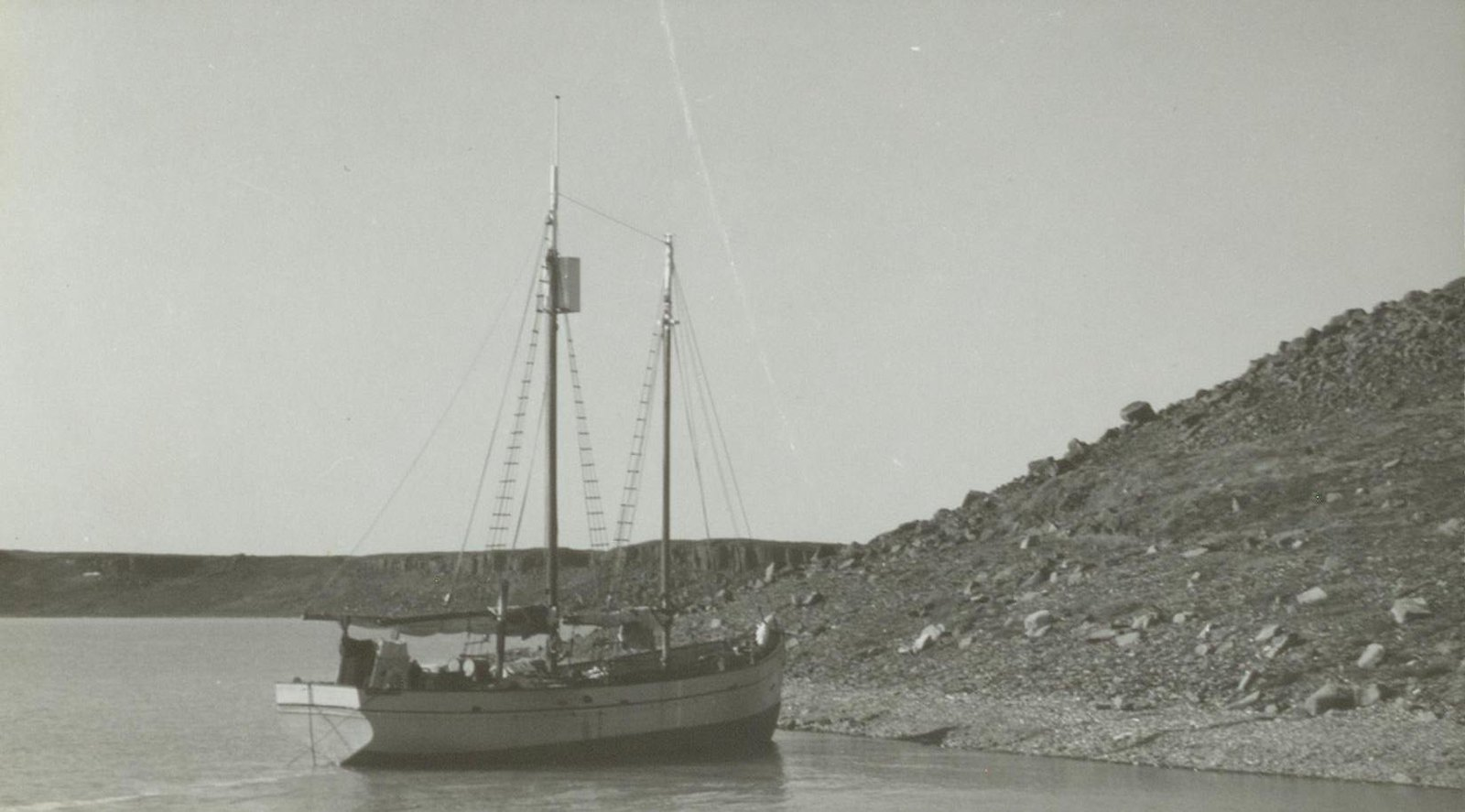
The Aklavik, moored to the shore
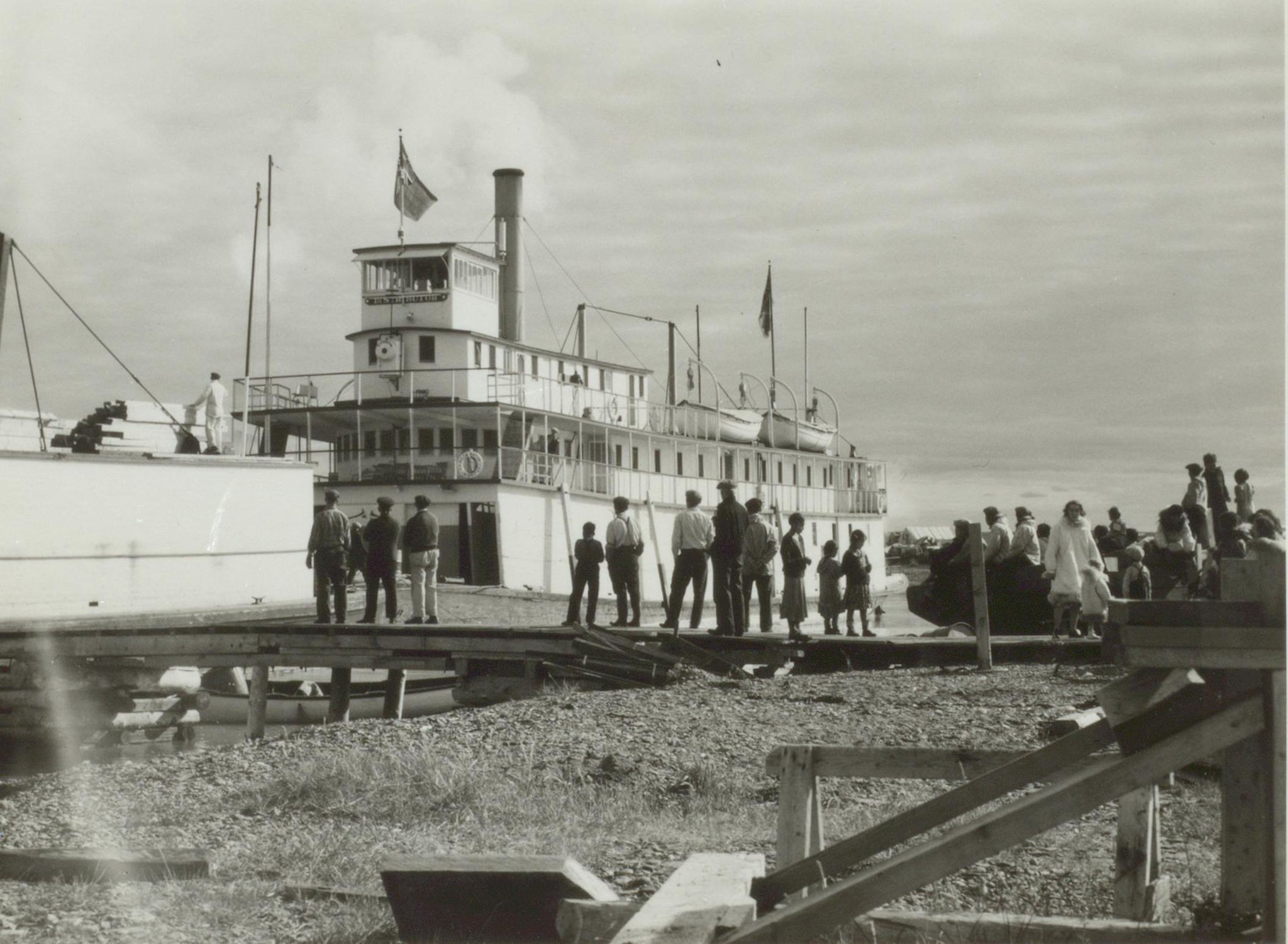
Unloading the Steamship Distributor, Tuktoyaktuk, 1942